# Franc' Pairon
Franc' Pairon (/fʁɑ̃ pɛʁɔ̃/), de son vrai nom Francine Pairon, est une créatrice de mode, professeur, Fashion Energizer belge, fondatrice de La Cambre-Mode(s) à La Cambre (école) et du « Master Fashion and Accessory Design » à l’Institut français de la mode, Chevalier des Arts et des Lettres, née le 2 février 1949 et morte le 12 février 2023 à Ixelles en Belgique.

## Biographie
Elle fait un baccalauréat en Histoire de l'art au Musée d’art ancien à Bruxelles en 1969 et devient Architecture d'intérieur en 1981 à la suite d'une formation au College of Art & Design à Bruxelles.
Autodidacte dans la mode, ses premières collections de vêtements sont créées en 1978 et exposées dans diverses galeries durant les années 1980,. Ses vêtements sont repérés et achetés par des artistes comme Tapta, professeure de sculpture souple à La Cambre.
De 1983 à 1986, elle enseigne la mode, le stylisme, l'art et la technique du tissu et la recherche et construction du vêtement à École Supérieure des Arts de Mons et au Centre liégeois de formation permanente des classes moyennes, à Liège,. En parallèle, elle travaille en 1983 et 1984 sur le vêtement en kit grâce à une bourse du centre de recherche de la Fondation de la Tapisserie et des Arts Muraux à Tournai.
En 1986, elle crée l’atelier de « Stylisme et création de mode » de La Cambre, en collaboration avec Joseph Noiret, qui deviendra ensuite La Cambre-Mode(s) et qu'elle dirigera jusqu'en juin 1999. Elle y forme des stylistes tels que Laetitia Crahay, Cédric Charlier ou Olivier Theyskens,.
En 1999 elle conçoit, met en place et pilote le « Département de Création de mode » et le « Master Fashion and Accessory Design » à l’Institut français de la mode. Jusqu'en 2012, elle y forme plusieurs générations de designers de mode en vêtement et en accessoires.
En 2004 et 2005, elle participe en Thaïlande et au Vietnam à la conception de nouveaux programmes d’enseignement et y est membre du jury de concours de stylistes. Elle est aussi « External Assessor » pour des écoles britanniques dont la Central Saint Martins College of Art and Design de Londres.
Elle est faite Chevalier des Arts et des Lettres le 24 mai 2012 lors d'une cérémonie à l'Institut français de la mode. La décoration est remise, au nom du ministre de la Culture, par Didier Grumbach, alors président de la Fédération française de la couture, du prêt-à-porter des couturiers et des créateurs de mode.
En 2015, elle crée et est commissaire d'une exposition consacrée à Luc Van Malderen, qui était également son mentor à la Cambre.
Durant sa retraite, elle continue jusque fin 2022 à animer des séminaires, cours et ateliers créatifs,.
Elle meurt d'un cancer le 12 février 2023.